# Anta das Pedras Grandes

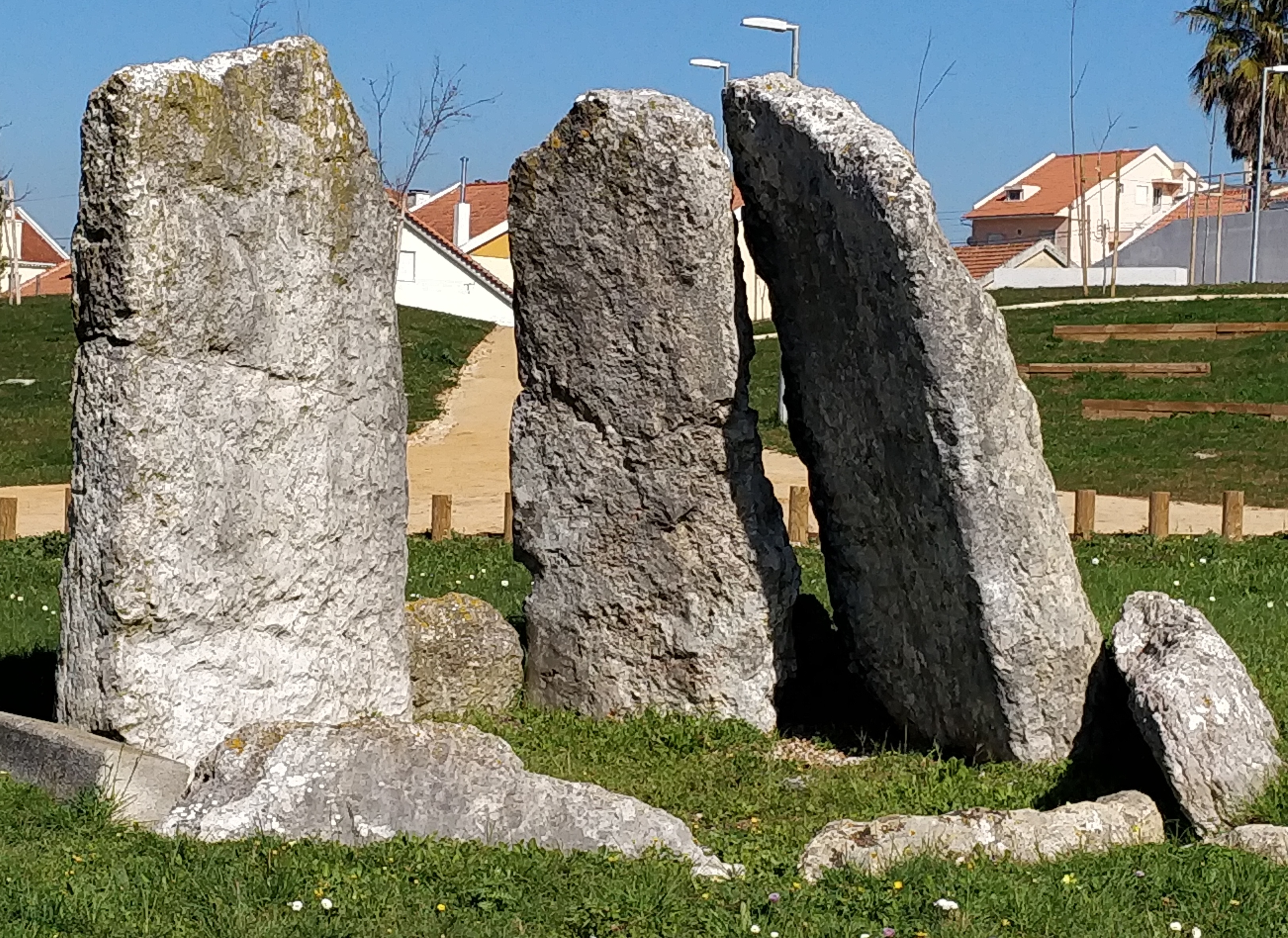
Anta das Pedras Grandes

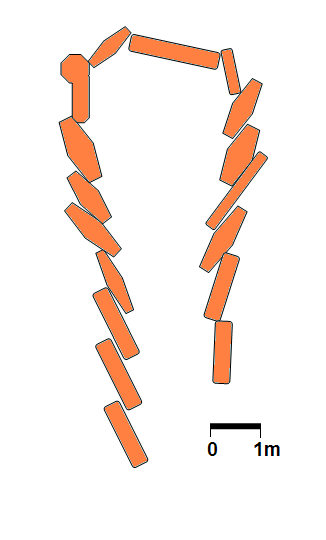
Langkammerige Anta; Schema

Die Anta das Pedras Grandes (auch Dólmen das Pedras Grandes genannt – deutsch „große Steine“) liegt südlich von Caneças und der A9 in der Estremadura in der Região de Lisboa in Portugal. Anta oder Dolmen ist die portugiesische Bezeichnung für etwa 5000 Megalithanlagen, die während des Neolithikums im Westen der Iberischen Halbinsel von den Nachfolgern der Cardial- oder Impressokultur errichtet wurden. 
Die Anta das Pedras Grandes wurde der Öffentlichkeit 1880 von dem Geologen und Archäologen Carlos Ribeiro (1813–1882) vorgestellt. Sie wurde im Neolithikum (zwischen 4500 und 2000 v. Chr.) errichtet und ist seit 1944 als nationales Denkmal klassifiziert. Ursprünglich war es, wie eine Ausgrabung von 2001 ergab, ein Dolmen mit einer polygonalen Langkammer, die aus acht Tragsteinen (drei davon sind in ursprünglicher Höhe erhalten) und einem kurzen Gang (ein Säulenrest auf jeder Seite) besteht. Die Blöcke von durchschnittlicher Größe bestehen aus Kalkstein und Basalt. Es gibt Spuren eines Tumulus. Das Denkmal ist von Feuersteinabschlägen umgeben.
In der Grafschaft Odivelas wurden im späten 19. und frühen 20. Jahrhundert mehrere Dolmen entdeckt. Die Dolmen von Trigache und Batalha wurden zerstört. Die Anta das Pedras Grandes ist die einzige erhaltene in dem Gebiet.
In der Nähe liegt die Nekropole von Carenque. 